# Pultenaea spinosa
Pultenaea spinosa là một loài thực vật có hoa trong họ Đậu. Loài này được (DC.) H.B.Will. miêu tả khoa học đầu tiên.